# Starfire (jeu de stratégie)
Starfire est un jeu de société (un "4X," explore, expansion, exploite et extermine) simulant une guerre dans l'espace et un  empire du 23e siècle, créé par Stephen V. Cole en 1976.

## Description
Il y a cinq éditions du jeu Starfire. Toutes les éditions à partir de la seconde se composent en fait de deux jeux : un jeu de combat tactique et un jeu stratégique de développement d’un empire.
Starfire Tactique est un jeu de combat dans l'espace à l'échelle de petites flottes. Il est basé sur la version originale de Starfire, et sur sa suite Starfire II (renommée Strikefighter pour la 2e édition). La 2e édition a donné naissance à New Empire, le premier jeu de stratégique de la série, et à la Guerre Gorm-Khanate.
Starfire Stratégie est un jeu de développement d’un empire de l'espace. Les joueurs doivent décider dans quoi investir leur revenu (colonisation, R&D, commerce, militaires, exploration, etc.) pour déterminer la nature de leurs empires et leur capacité de survivre et conquérir. 
Le jeu est actuellement édité par le studio de conception de Starfire (SDS) mais autrefois a été édité par Task Force Games. 

## Fiction inspiré du jeu
Il y a beaucoup de fictions disponibles en anglais, certaines écrits par un auteur professionnel tel David Weber (auteur de la troisième édition):
- Insurrection, 1993
- Crusade , 1992
- In Death Ground, 1997
- The Shiva Option, 2002

- The Stars at War,  réédition omnibus des livres Crusade et In Death Ground
- The Stars at War II, réédition omnibus des livres The Shiva Optio et Insurrection avec ajout d'une transition.

Il existe de nombreux sites webs qui contiennent les fictions écrites par des joueurs.